# Mithraeum de Sidon
Le mithraeum de Sidon est un temple dédié au culte du dieu Mithra situé à Sidon (District de Sidon) dans le gouvernorat du Liban-Sud au Liban,.
Il a été découvert à la fin du XIXe siècle par Edmond Duriglello, connu pour ses contributions à l'archéologie.

## Historique
En 1881, les antiquaires Alphonse et Edmond Durighello découvrent le mithraeum lors de fouilles clandestines menées à Saïda (Liban), l’ancienne Sidon, alors sous domination ottomane. Edmond Durighello ne révèlera pas son emplacement exact.
La datation exacte du mithraeum n'est pas réellement établie, ainsi que sa description.
Une douzaine de statues du mithraeum ont été offertes par Edmond Durighello au musée du Louvre, où elles sont encore exposées aujourd'hui. Elles sont répertoriées dans le Corpus inscriptionum et monumentorum religionis Mithriacae sous les numéros 74 à 87.
Le culte de Mithra, divinité originaire du monde iranien, s'est répandu en Anatolie, à l'époque hellénistique, puis dans l'Empire romain.

## Galerie

Objets exposées au musée du Louvre
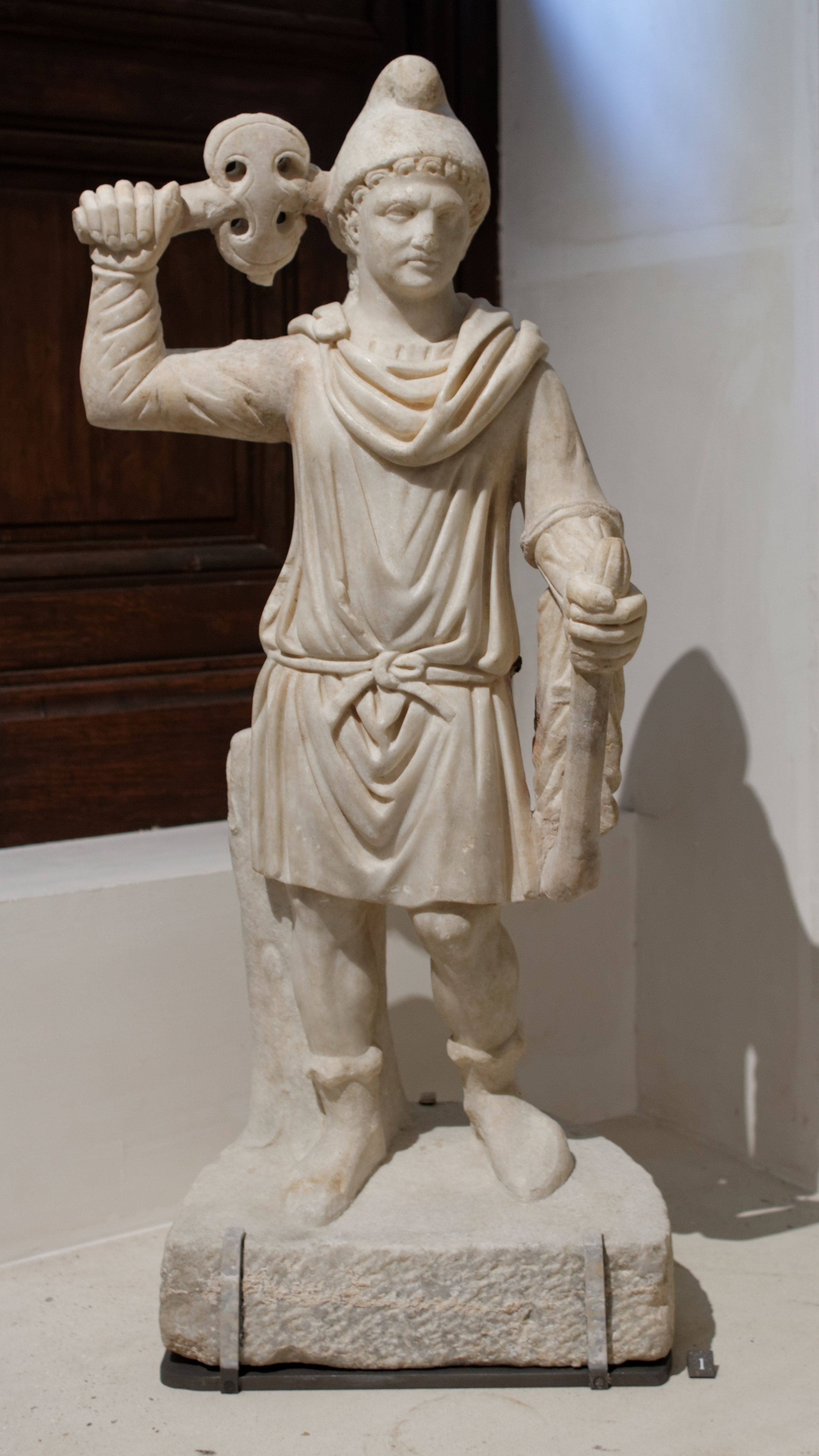
Cautès.
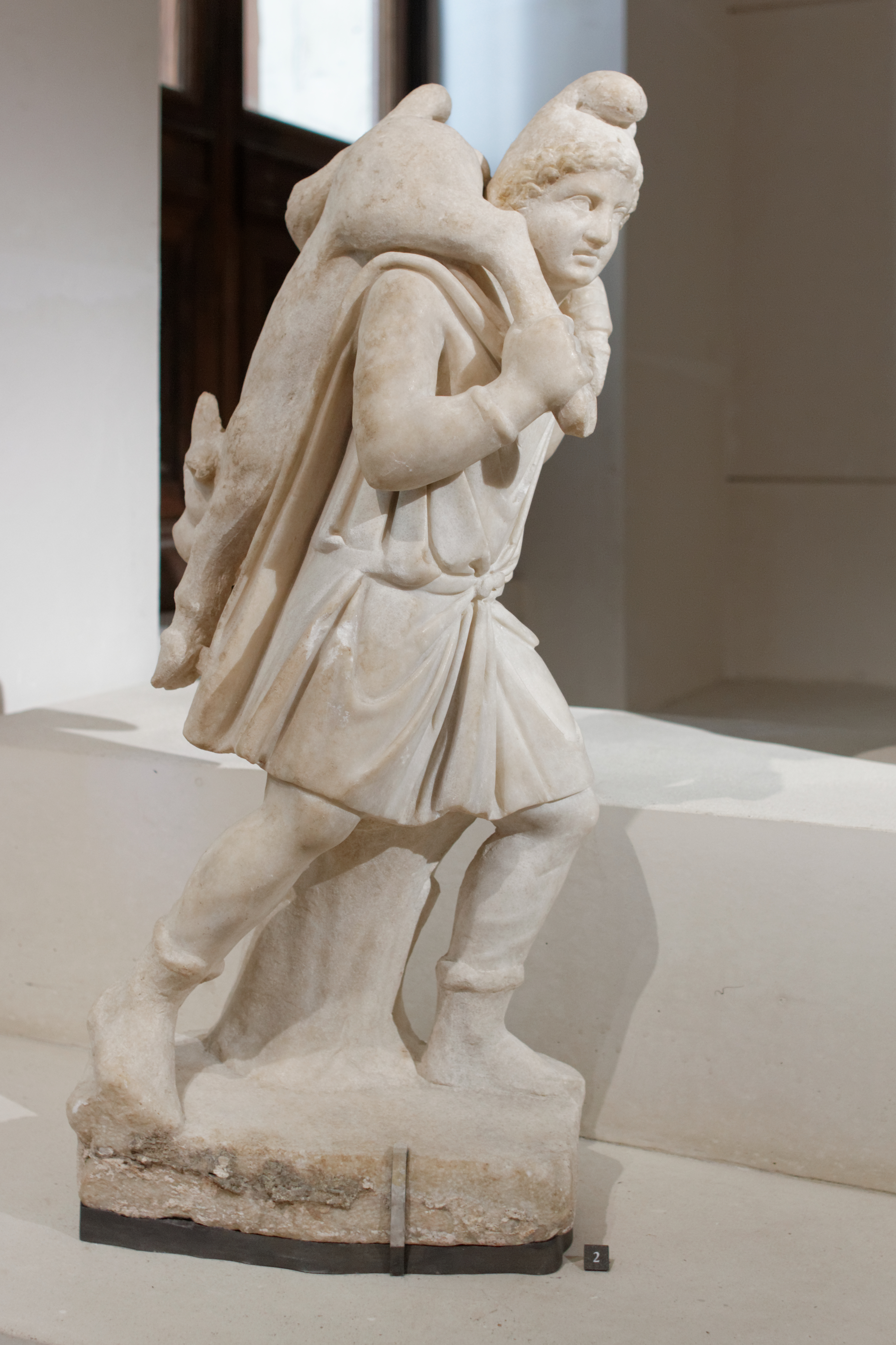
Mithras transportant le taureau.
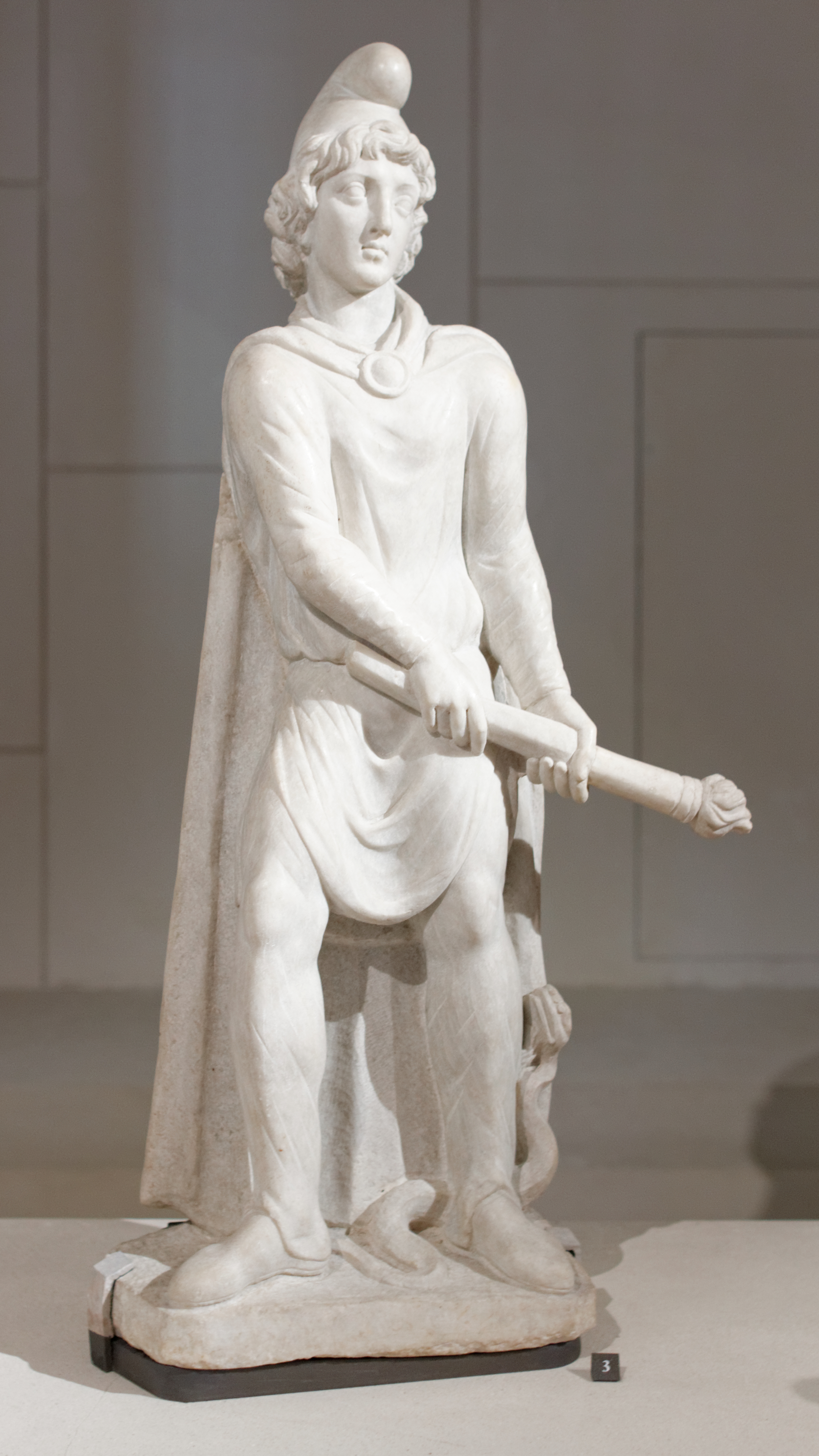
Cautopatès.
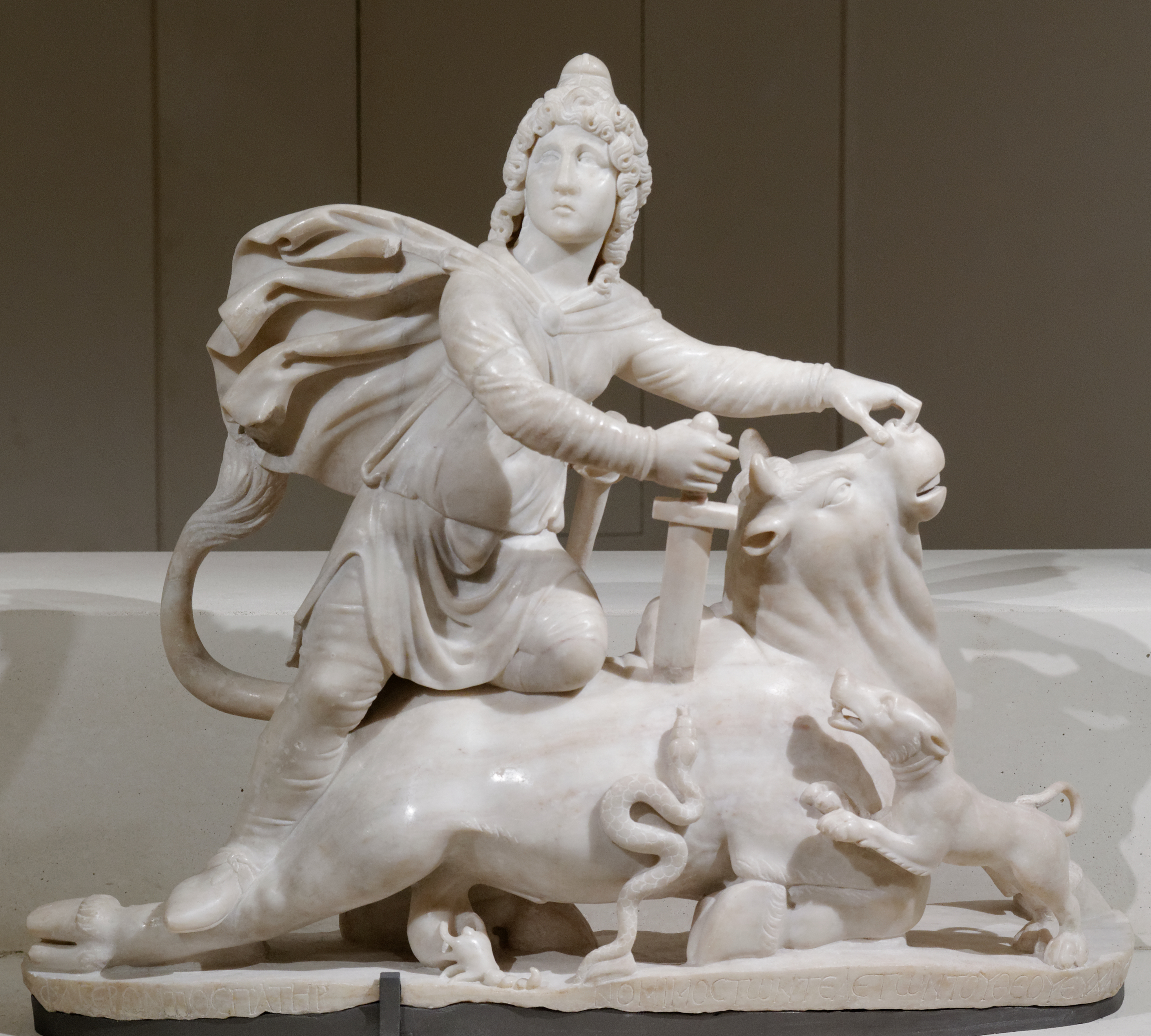
Tauroctonie.
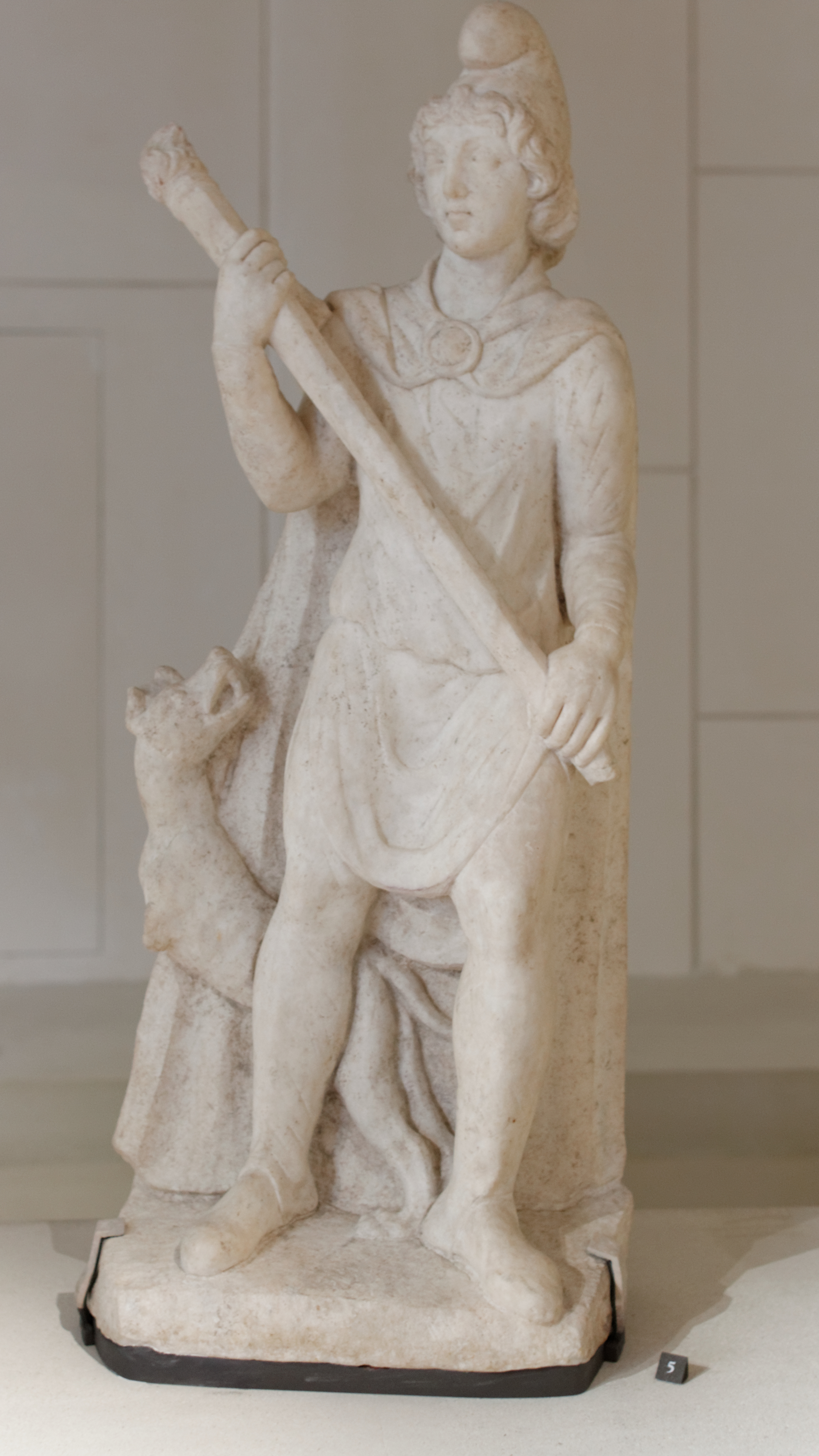
Cautès.
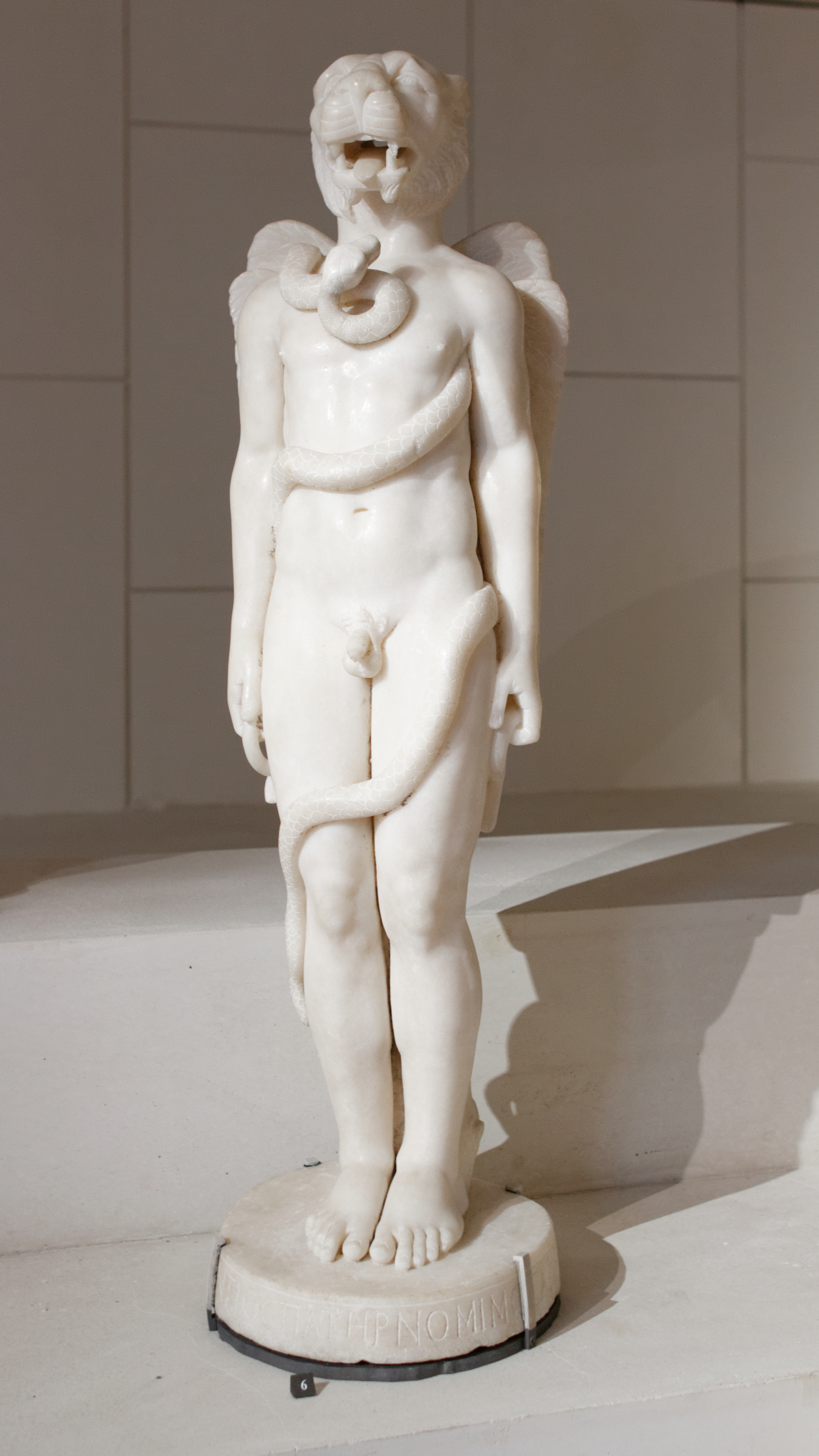
Chronos léontocéphale.
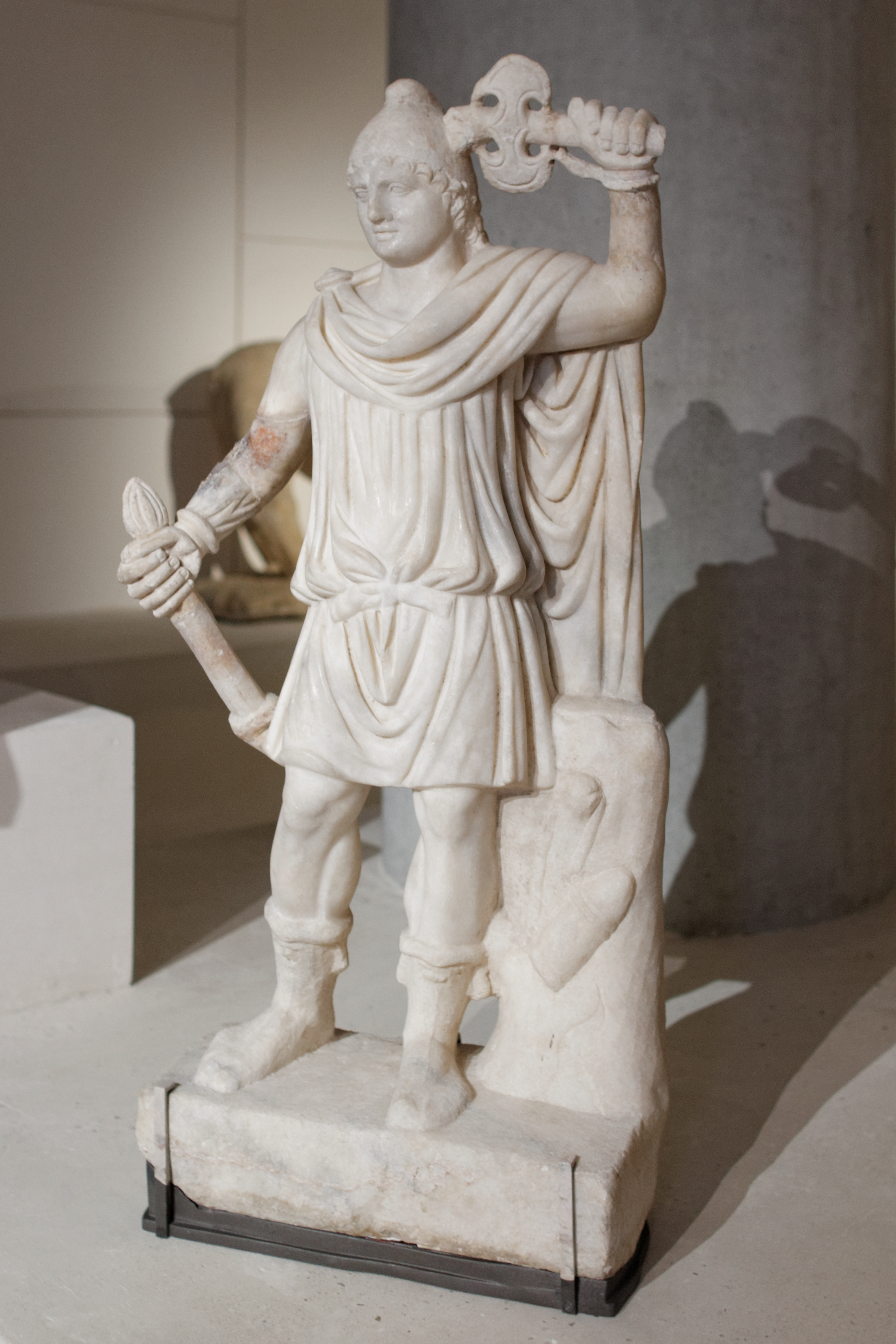
Cautès.